# Цилиндър (Пингвина)
„Цилиндър“ (на английски: Top Hat) е седмият епизод на американския криминален драматичен сериал „Пингвина“, който е разклонение на игралния филм от 2022 г. „Батман“. Епизодът е написан от Владимир Цветко и е режисиран Кевин Брей. Премиерата на епизода е на 3 ноември 2024 г. по Ейч Би О в Съединените щати, като в същия ден е достъпен и в стрийминг платформата „Макс“.
Действащ малко след събитията във филма, сериалът изследва възхода към властта на Озуолд „Оз“ Коб/Пингвина (в ролята Колин Фарел) в престъпния подземен свят на Готъм Сити. Оз се оказва съюзник с млад мъж на име Виктор (Рензи Фелиз), като същевременно трябва да се справи с присъствието на София Фалконе (Кристин Милиоти), която търси отговори относно изчезването на брат си.
Епизодът получава положителни отзиви от критиците за актьорската игра, развитието на героите и финала на историята за Марони.

## Сюжет
В ретроспекция младият Оз живее с майка си Франсис и братята си Джак и Бени и негодува от обичта, която братята му получават от Франсис. Докато се разхождат по улиците, тримата братя се натъкват на известния престъпник Рекс Калабрезе, който им дава 50 долара. Джак води братята си до изоставена подземна железница, където те играят на криеница. Джак и Бени се крият в преливник, в който са влезли през стълба, която е труднодостъпна за инвалида Оз. Ядосаният Оз заключва Джак и Бени в преливника, преди да тръгне към дома си. Докато той и Франсис гледат филма „Цилиндър“, Джак и Бени викат за помощ безрезултатно, докато се давят в тунела по време на дъждовна буря.
В настоящето Оз пристига в „Краун Пойнт“, откривайки, че Виктор е в безсъзнание, а Франсис е изчезнала. След като се събужда, Виктор съобщава на Оз, че София е отвлякла Франсис. Когато Сал пристига със своите поддръжници, Оз принуждава Виктор да избяга. Сал брутално напада Оз, но го хваща жив, за да може да се изправи и срещу София. София е завела Франсис в имението си, но Франсис не се страхува от нея, казвайки ѝ, че Оз ще я убие, преди да получи нов пристъп на деменция. Ръш информира София, че полицията иска да разпита Джия в сиропиталището, тъй като тя е единственият свидетел на смъртта на членовете на семейство Фалконе.
Сал принуждава Оз да го заведе в неговата оперативна база, заявявайки, че бизнесът вече принадлежи на него. Оз провокира Сал към насилие, като се възползва от възможността хората му да изключат светлините и да започнат престрелка. Оз печели надмощие по време на свада със Сал, но Сал внезапно умира от инфаркт; Оз е разочарован, че не може лично да убие съперника си. София посещава Джия в сиропиталището, където момичето разкрива, че е намерила противогаз в чантата ѝ, чудейки се дали е убила семейството им. София твърди, че е невинна, само за да открие, че Джия се е наранявала по време на престоя си. София казва на Джия, че нейното семейство са били лоши хора, които са заслужавали да умрат, и че тя заслужава нещо повече от семейство Фалконе. Оз се обажда на София, за да я информира за смъртта на Сал и ѝ предлага престъпната империя на Марони, както и операцията „Блаженство“ в замяна на безопасното завръщане на Франсис.
София се връща в имението и признава на Ръш, че се е разочаровала от позицията си, след като е видяла болката, която е причинила на Джия, така че е приела сделката на Оз. Ръш обаче я убеждава да изпълни желанието си да види Оз страдащ. София изпраща джип в оперативната база на Оз, като му се обажда от друга част на града, за да му каже, че му е изпратила подарък. Оз, мислейки, че тялото на Франсис е в колата, вместо това открива експлозиви и се скрива в преливника, докато бомбите детонират, разрушавайки базата и убивайки целия му екип. В друга ретроспекция младият Оз и Франсис отиват в джаз клуб, където Франсис моли Оз да стане достатъчно успешен, за да ѝ осигури най-накрая щастлив живот, който Оз обещава. В наши дни Оз се възстановява от експлозията и излиза отново, само за да бъде нокаутиран от детектива на София, подкупен да отвлече Ервад.

## Производство

### Развитие
Епизодът е написан от съизпълнителния продуцент Владимир Цветко и режисиран от Кевин Брей.

## В България
Епизодът е излъчен премиерно в България по Ейч Би О на 4 ноември 2024 г., като от същия ден е достъпен и в стрийминг платформата „Макс“, субтитриран на български език.